# Parioglossus formosus
Parioglossus formosus är en fiskart som först beskrevs av Smith, 1931.  Parioglossus formosus ingår i släktet Parioglossus och familjen Ptereleotridae. IUCN kategoriserar arten globalt som livskraftig. Inga underarter finns listade i Catalogue of Life.